# Hochfrequenzpfeife
Hochfrequenzpfeifen sind Tonerzeuger, die nach dem Prinzip der Lippenpfeife oder Labialpfeife einen Ton hoher Frequenz erzeugen.
Der Ton ist für das menschliche Gehör noch gut wahrnehmbar, wird aber meist als nicht sehr laut empfunden. Im Gegensatz dazu hören viele Tiere in höheren Frequenzbereichen besser als der Mensch und somit nehmen sie den Ton der Hochfrequenzpfeife auch wesentlich intensiver und über größere Entfernungen wahr.
Die Hochfrequenzpfeife ist in der Tierausbildung aufgrund dieser Eigenschaften sehr beliebt, da das Umfeld nur wenig gestört wird.
Die Hochfrequenzpfeife wird irreführend als „lautlose Hundepfeife“ bezeichnet, wobei der Ton für den Menschen durchaus hörbar ist und die Pfeife nicht nur für Hunde eingesetzt wird. Um ein für den Menschen nicht hörbares Signal zu erzeugen, wäre eine Galtonpfeife mit Tonerzeugung im Ultraschallbereich erforderlich. Viele Tiere können im Ultraschallbereich sehr gut hören z. B. Delphine und Fledermäuse.